# أنتوني مارتن (رباع)
أنتوني مارتن (بالإنجليزية: Anthony Martin)‏ هو رباع أسترالي، ولد في 11 يناير 1979.

## وصلات خارجية
- أنتوني مارتن على موقع أوليمبيديا (الإنجليزية)